# Cereus braunii
Cereus braunii ist eine Pflanzenart in der Gattung Cereus aus der Familie der Kakteengewächse (Cactaceae). Das Artepitheton braunii ehrt den bolivianischen Agronom Otto Braun.

## Beschreibung
Cereus bicolor wächst baumförmig, bildet einen kurzen Stamm aus und erreicht Wuchshöhen von 2 bis 3 Meter. Die grünen Triebe weisen Durchmesser von 10 bis 20 Zentimeter auf. Es sind vier bis fünf dünne, um die runden bis elliptischen, bräunlichen Areolen erweiterte Rippen mit einer Höhe von 5 bis 6 Zentimetern vorhanden. Die fünf bis sechs ausstrahlenden, weißen Dornen sind nadelig und besitzen eine braune Spitze. Sie weisen eine Länge von 3 bis 40 Millimeter auf.
Die weißen Blüten sind bis zu 20 Zentimeter lang. Über die Früchte ist nichts bekannt.

## Verbreitung und Systematik
Cereus braunii ist im Tiefland der bolivianischen Departamentos Beni und La Paz verbreitet.
Die Erstbeschreibung wurde 1956 von Martín Cárdenas veröffentlicht.

## Nachweise